# Bocom Financial Towers
Las Bocom Financial Towers (Idioma chino:交银金融大厦) construidas en el 2002 son dos rascacielos unidos de 265 metros (869 pies) de altura. Están ubicados en el distrito de Pudong en Shanghái, China, y se dividen en 2 Torres la Norte (230 metros) y Sur (197.4 metros). Ambas torres fueron diseñados por ABB Architekten. La torre Norte es el 64.º edificio más alto del mundo si se mide hasta el punto más alto de su estructura.
Un atrio que alcanza una altura de 163,4 metros conecta las dos torres. Una piscina que ofrece una vista de todo de Shanghái está situada en el piso 48 de la Torre Norte.